# Principio bioceánico
El principio oceánico, conocido en la bibliografía argentina como principio bioceánico, y también llamado principio Atlántico-Pacífico, es un criterio o doctrina de división territorial que la Argentina pretendió aplicar como principio de Derecho internacional en sus límites con Chile, del cual este país rechazó terminantemente su existencia.
La diferencia entre ambos países fue objeto de desacuerdos diplomáticos durante la mayor parte de la segunda mitad del siglo XX. El Tribunal Arbitral laudó en 1977 sobre el conflicto del Beagle tras un análisis de los argumentos presentados por ambos países entre 1971 y 1977, ocasión en que el criterio fue desarrollado de manera formal por Argentina. El Tribunal Arbitral emitió un laudo en 1977 que declaró inexistente tal principio. Argentina declaró nulo el laudo arbitral y planeó una operación militar a fines de la década. Chile aceptó el laudo arbitral y la transformó en ley de la República.
Argentina entendía que su forma esencial fue explicitada el 1 de mayo de 1893 en el Protocolo Adicional y Aclaratorio del Tratado de 1881, postulando que en sus territorios americanos Chile no puede pretender punto alguno hacia el océano Atlántico, mientras que Argentina no puede pretenderlo hacia el océano Pacífico.
Esta interpretación argentina nunca ha sido aplicada en la determinación de la frontera y nunca ha sido reconocida internacionalmente.: 109  Actualmente el Tratado de Paz y Amistad entre Argentina y Chile deja las islas Picton, Nueva, Lennox, Terhalten, Bernavelt, Hornos, Deceit y otras con costas en el oriente bajo soberanía chilena. Este Tratado bilateral ha sido ratificado por ambos países y se encuentra en vigor desde 1985.

## Contexto histórico
El año 1881, Argentina y Chile lograron concordar el Tratado de Límites que fijaba toda la frontera entre ambos países.
Al pasar los años y en vista de las dificultades tenidas, se configuraron las dos opiniones sobre el Tratado de 1881: una sostenida por Argentina que consideraba haber trazado las costas del océano Pacífico por las del océano Atlántico y la sostenida por Chile que consideraba que se había trazado la Patagonia por el estrecho de Magallanes.
|  |  |

### Tratado de 1881
La imposibilidad de alcanzar un acuerdo basado en una delimitación de jurisdicciones según el principio del uti possidetis iure de 1810 debido a la divergencia sobre los títulos coloniales, hizo que ambos países firmaran el Tratado de Límites de 1881, que fue sindicado expresamente como una transacción en el que se dispuso:

Artículo 1º. El límite entre Chile y la República Argentina es, de Norte a Sur, hasta el paralelo cincuenta y dos de latitud, la Cordillera de los Andes. La línea fronteriza correrá en esa extensión por las cumbres más elevadas de dicha Cordillera que dividan las aguas y pasará por entre las vertientes que se desprenden a un lado y otro.
 Artículo 3º. (...) En cuanto a las islas, pertenecerán a la República Argentina la isla de los Estados los islotes próximamente inmediatos a ésta y las demás islas que haya sobre el Atlántico al Oriente de la Tierra del Fuego y costas orientales de la Patagonia; y pertenecerán a Chile todas las islas al Sur del Canal Beagle hasta el Cabo de Hornos y las que haya al Occidente de la Tierra del Fuego.
Tratado de Límites de 1881

Desde el paralelo 52° Sur el límite continuó hacia el sur mediante líneas y divisorias locales de aguas hasta alcanzar el estrecho de Magallanes en la punta Dungeness, continuando en la Isla Grande de Tierra del Fuego por el meridiano del cabo del Espíritu Santo hasta el canal Beagle. Entre 1881 y 1904 los mapas y fuentes argentinas aceptaban que las islas al sur de la Tierra del Fuego eran chilenas. Solo a partir de 1904 el gobierno argentino solicitó al chileno la fijación de la frontera en el canal Beagle, que, según Argentina, giraría al sur en torno a la costa oriental de la isla Navarino.

### Protocolo de 1893
Al avanzar los trabajos de demarcación y evidenciarse diferencias de criterio, desde 1888 Argentina comenzó a expresar en la Comisión de Peritos Demarcadores que Chile no podía tener acceso a las aguas del Atlántico, al entender que el Tratado de 1881 no se las había adjudicado expresamente. 
Como algunos fiordos patagónicos del océano Pacífico se internaban en la cordillera de los Andes al oriente de la divisoria continental de aguas se suscitó la Cuestión del seno Última Esperanza, área costera del Pacífico sobre la cual Argentina sostenía sus derechos a partir del Tratado de 1881, que Chile objetó como un error del Tratado por desconocimiento del terreno, pues había realizado actos posesorios previos en el área. A eso se sumaba la discrepancia en la interpretación del artículo 1° del Tratado de 1881, pues la divisoria continental de aguas (principio hidrográfico, preferido por Chile) y las cumbres más elevadas de los Andes (principio orográfico, preferido por Argentina) no coincidían en varias extensas zonas a demarcar. Otro problema se presentó debido a que las coordenadas del cabo del Espíritu Santo en Tierra del Fuego que señala el Tratado de 1881, tomadas de las cartas de Robert Fitz Roy, no se correspondían con la longitud geográfica de ese cabo, permitiendo el acceso de Chile al fondo de la bahía de San Sebastián con la posibilidad de tocar allí aguas atlánticas. Los peritos demarcadores reconocieron ese error acordando el 8 de mayo de 1890 que el límite en la Tierra del Fuego debía comenzar en la colina intermedia del cabo Espíritu Santo. Para solucionar esos problemas fue firmado el 1 de mayo de 1893 un Protocolo Adicional y Aclaratorio del Tratado, por el cual se dispuso en sus dos primeros artículos:

Artículo 1º. El límite entre Chile y la República Argentina es, de Norte a Sur, hasta el paralelo cincuenta y dos de latitud, la Cordillera de los Andes. La línea fronteriza correrá en esa extensión por las cumbres más elevadas de dicha Cordillera que dividan las aguas y pasará por entre las vertientes que se desprenden a un lado y otro. Las dificultades que pudieran suscitarse por la existencia de ciertos valles formados por la bifurcación de la Cordillera y en que no sea clara la línea divisoria de las aguas, serán resueltas amistosamente por dos Peritos nombrados uno de cada parte. En caso de no arribar éstos a un acuerdo, será llamado a decidirlas un tercer Perito designado por ambos Gobiernos. De las operaciones que practiquen se levantará una acta en doble ejemplar, firmada por los dos Peritos, en los puntos en que hubieren estado de acuerdo y además por el tercer Perito en los puntos resueltos por éste. Esta acta producirá pleno efecto desde que estuviere suscrita por ellos y se considerará firme y valedera sin necesidad de otras formalidades o trámites. Un ejemplar del acta será elevado a cada uno de los Gobiernos.

Artículo 2°. Los infrascritos declaran que, a juicio de sus Gobiernos respectivos, y según el espíritu del Tratado de Límites, la República Argentina conserva su dominio y soberanía sobre todo el territorio que se extiende al oriente del encadenamiento principal de los Andes, hasta las costas del Atlántico, como la República de Chile el territorio occidental hasta las costas del Pacífico; entendiéndose que, por las disposiciones de dicho Tratado, la soberanía de cada Estado sobre el litoral respectivo es absoluta, de tal suerte que Chile no puede pretender punto alguno hacia el Atlántico, como la República Argentina no puede pretenderlo hacia el Pacífico. Si en la parte peninsular del sur, al acercarse al paralelo 52, apareciere la Cordillera internada entre los canales del Pacífico que allí existen, los Peritos dispondrán el estudio del terreno para fijar una línea divisoria que deje a Chile las costas de esos canales; en vista de cuyos estudios, ambos Gobiernos la determinarán amigablemente.
Protocolo de límites de 1893

Este Protocolo fue considerado por Argentina como el reconocimiento expreso por parte de Chile de la existencia de un principio oceánico en el espíritu del Tratado de 1881, mientras que Chile negó esa tesis y declaró que primero se debe citar todo el Protocolo y no solo su artículo 2.°. Chile declara que el Protocolo se refería a los territorios situados al norte del paralelo 52° Sur. Esto fue negado por Argentina ya que señala que es aplicable a toda la frontera. Sobre la base al Protocolo de 1893 la cuestión del seno Última Esperanza fue resuelta por el laudo arbitral británico del 19 de noviembre de 1902, que delimitó la frontera en torno a las costas del Pacífico que el Protocolo de 1893 había reconocido como chilenas; la memoria argentina para el laudo de 1902 señaló que las palabras de un Tratado deben ser consideradas como se entendían al momento de su firma. Chile argumentó que al momento de la firma del Tratado de 1881 no se entendía la tesis argentina porque la cartografía oficial argentina, inmediatamente después del Tratado, dejaban las islas del Conflicto del Beagle en poder de Chile.
Ambos países discreparon luego respecto del estatus jurídico del Protocolo, para Argentina tiene la misma validez que el Tratado, y en tal sentido le asigna la potestad de superarlo al interpretarlo, corregirlo, y adicionarlo con la declaración explícita del principio oceánico. Para Chile, el Protocolo es un contrato accesorio al Tratado, al que asigna el carácter de contrato principal, por lo que en su opinión no puede modificarlo, sino que solo aclararlo sin adicionarle nada.

### Pactos de Mayo
La tensión militar suscitada por las discrepancias limítrofes llevó a que el 28 de mayo de 1902 ambos países firmaran un convenio de limitación de armamentos y un Tratado General de Arbitraje, denominados Pactos de Mayo, cuyo Protocolo Adicional establece una referencia a los océanos.

... a fin de que ambos gobiernos conserven las escuadras necesarias, el uno para la defensa natural y destino permanente de la República de Chile en el Pacífico y el otro para la defensa natural y destino permanente de la República Argentina en el Atlántico y Río de la Plata.
Pactos de Mayo, Protocolo Adicional

Aunque los pactos no tuvieron el carácter de Tratados de límites, Argentina entendió que la mención de los océanos era una ratificación del principio oceánico, interpretación negada también por Chile y por el tribunal del Laudo de 1977.

## Principio biocéanico en Argentina

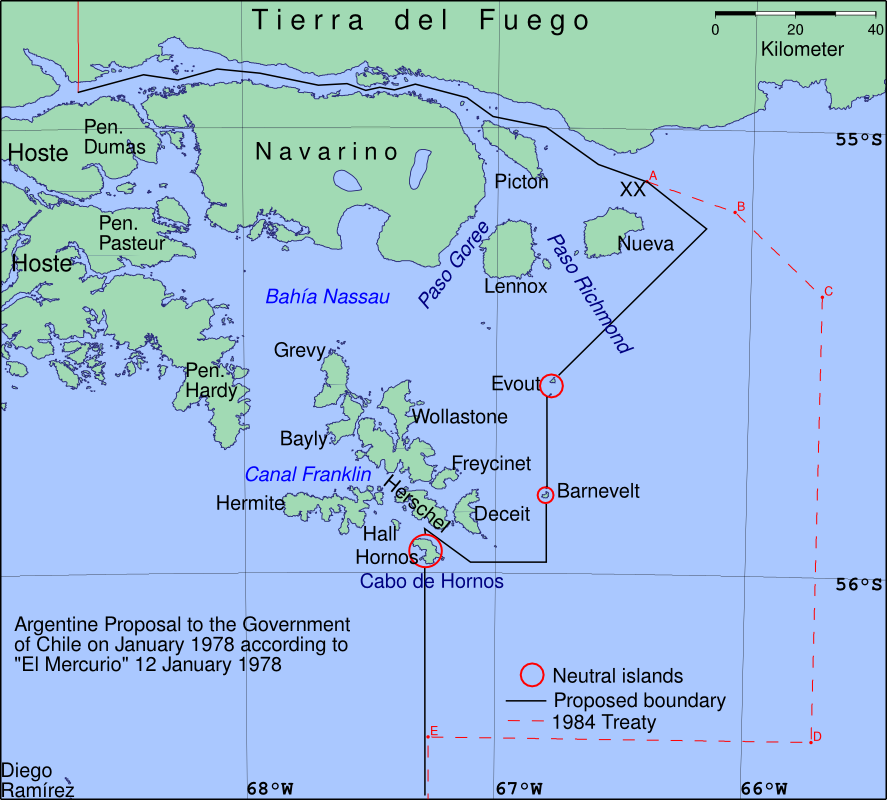
Propuesta de solución presentada por el gobierno argentino al chileno durante el conflicto de Beagle. Las islas Hornos, Evout y Barnevelt quedarían como neutrales o compartidas.

El cumplimiento del principio oceánico a lo largo de todo el límite entre ambos países sujeto al Tratado de límites firmado el 23 de julio de 1881, ha sido considerado por Argentina como absolutamente irrenunciable e ineludible. Argentina sostuvo ante la corte arbitral que el principio oceánico fue una de las dos bases de la negociación previa al tratado de 1881, la otra fue el límite en la cordillera de los Andes. En su opinión el tratado de 1881 fue una transacción en la cual Argentina reconoció la soberanía chilena en las costas del estrecho de Magallanes a cambio del establecimiento de un principio oceánico de delimitación. Chile negó esto último, opinando que la transacción fue estrecho de Magallanes por Patagonia oriental y este de Tierra del Fuego.
De esta manera, para armonizar con lo transado en el Tratado de 1881 el principio oceánico no fue concebido como una adjudicación estricta y absoluta de las costas de cada océano al país respectivo, sino que es un criterio general de división de jurisdicciones que se aplica allí donde es posible sin contradecir el texto del tratado de 1881, pero aun donde no es posible esa aplicación estricta, el principio orienta la dirección de la línea limítrofe.[cita requerida]
De acuerdo a la posición sostenida por Argentina el Tratado de 1881 ratificó la vigencia del uti possidetis iure de 1810 como principio básico de delimitación de jurisdicciones entre ambos países al expresar en su preámbulo: dando cumplimiento al artículo 39 del Tratado de abril del año 1856, de forma tal que todo el Tratado estaba sujeto a ser interpretado a la luz de ese principio. 
En Argentina el principio oceánico fue fundamentado en el principio del uti possidetis iure de 1810, que establece que los Estados americanos independizados debían conservar las fronteras que como colonias tenían al momento de iniciarse en 1810 las guerras de independencia hispanoamericanas. Este uti possidetis iure de 1810 —no universalmente aceptado— fue reconocido mutuamente por ambos países por primera vez en forma implícita en el artículo 3° del no ratificado —por Chile— Tratado de Amistad, Alianza, Comercio y Navegación entre Chile y las Provincias Unidas del Río de la Plata que fue firmado el 20 de noviembre de 1826:

Artículo 3º. Las repúblicas contratantes se obligan a garantir la integridad de sus territorios y obrar contra todo poder extranjero que intente mudar por violencia los límites de dichas repúblicas, reconocidos antes de su emancipación, o posteriormente, en virtud de Tratados especiales.
Tratado de Amistad, Alianza, Comercio y Navegación entre Chile y las Provincias Unidas del Río de la Plata

La consagración del uti possidetis iure de 1810 como criterio general de demarcación entre ambos países de produjo con la firma del Tratado de Paz, Amistad, Comercio y Navegación el 30 de agosto de 1855, cuyo canje de ratificaciones ocurrió el 30 de abril de 1856:

Artículo XXXIX. Ambas partes contratantes reconocen como límites de sus respectivos territorios los que poseían como tales al tiempo de separarse de la dominación española el año 1810 y convienen en aplazar las cuestiones que han podido o pueden suscitarse sobre esta materia, para discutirlas después pacífica y amigablemente sin recurrir jamás a medidas violentas, y en caso de no arribar a un acuerdo, someter la decisión al arbitraje de una nación amiga.
Tratado de Paz, Amistad, Comercio y Navegación entre la República de Chile y la Confederación Argentina

## Principio biocéanico en Chile
Chile negó la existencia de un principio oceánico válido para todo lo delimitado en ese Tratado, señalando que el protocolo de 1893 es una aclaración del tratado de 1881, desde el paralelo 52 al norte y limitándolo, si existía, solo a los territorios situados al norte del paralelo de 52° S y cuyo objeto era evitar que Argentina tuviera acceso a los fiordos y canales patagónicos del Pacífico. Reconoció sí que el tratado tiene un aspecto atlántico, que es estrictamente costero y no oceánico, derivado del deseo argentino de poseer las costas disputadas del este del continente americano desde la boca del río Negro hasta el cabo San Diego en la isla Grande de Tierra del Fuego y la isla de los Estados.: 114–115  Aspecto que los negociadores chilenos del tratado habrían satisfecho reconociendo la soberanía argentina en esas costas y luego corriendo el límite en Tierra del Fuego para evitar que Chile pudiera acceder a aguas atlánticas en el fondo de la bahía de San Sebastián.
Chile negó la vigencia del Uti Possidetis como principio básico de interpretación y sostuvo que la frase del preámbulo del Tratado de 1881 se refiere a la resolución amistosa del conflicto, por lo que ese principio había quedado abolido en sus relaciones mutuas al realizarse una transacción —palabra que aparece en el artículo 6°— que lo reemplazaba por un nuevo ordenamiento limítrofe.
En opinión de los árbitros (punto 62 inciso a), dado que Chile niega la existencia de un principio oceánico que gobierne el tratado de 1881, solo acepta que la existencia en él de un aspecto atlántico —al que no rechaza denominarlo principio— no se aplica a las áreas insulares al sur de la isla de los Estados y la isla Grande de Tierra del Fuego. En opinión de Chile ese aspecto atlántico de parte del tratado de 1881 es solo un reflejo de la satisfacción chilena del deseo argentino de alejar a Chile de las costas continentales del este de la Patagonia y del este de la isla Grande de Tierra del Fuego. En ese sentido, solo admite que ese criterio es únicamente costero, y no aplicable a áreas oceánicas, y que no está definido porque el océano que las baña es el Atlántico, sino que porque las costas sobre el que se aplica se orientan al este del continente.: 114 
En Chile se sostiene que desde el punto de vista histórico existe un tercer océano al sur de las costas de Tierra del Fuego, el océano Antártico, que se interpone e impide que el Atlántico y el Pacífico tengan allí un límite común. Este océano, según Chile, baña todas las islas que Argentina disputó en el denominado Conflicto del Beagle; existe un mapa oficial argentino del año 1885 que sale expresamente el mencionado océano y con las islas disputadas en poder de Chile. Esto se contrapone a la opinión defendida por Argentina, de que el Tratado de 1881 dejaba el meridiano del Cabo de Hornos como límite entre los océanos Pacífico y Atlántico hasta las costas antárticas, dejando así las islas en disputa en poder de Argentina. Argentina reconoció que el Tratado de 1881 dejaba las islas en poder de Chile, así lo reconoció su cartografía oficial inmediatamente después de la firma del Tratado, por lo que su argumentación posterior se contradijo a lo que había reconocido. Sobre esto, Chile argumentó que la tesis argentina no se entiende puesto que de forma oficial Argentina había reconocido que el Tratado de 1881 dejaba las islas en poder de Chile.

## El Laudo Arbitral de 1977
El Tribunal Arbitral elegido concertadamente por Argentina y Chile en 1973 tuvo como tarea la solución de las disputas en el área denominada "martillo" que comprendía la parte oriental del canal Beagle y las islas al sur del mismo. Fue durante los alegatos ante el tribunal el momento en que Argentina expuso el principio biocéanico en su forma más elaborada.: 111 
El historiador argentino Darío Luciano Mengucci, en una publicación posterior al Tratado de 1984, sostiene que la cancillería argentina basó su argumentación en el principio biocéanico.: 111  Las razones del rechazo al principio fueron, según Mengucci, la demostración chilena de cuatro falencias en la argumentación transandina.

### Inexistencia formal del principio biocéanico
Mengucci cita a la delegación chilena:
"La Argentina oponía a Chile y sus pretensiones, La Divortium Aquarium de los Andes, esto es el criterio de las Bases Hidrográficas, e insistió firmemente (Evidencia Argentina 1900, pág. 446) en el hecho de que los términos del Artículo I del Tratado incorporaba un criterio puramente orográfico, lo que condena totalmente la división oceánica".
Mengucci corrige a la delegación chilena señalando que la Argentina se refería a los territorios al norte del paralelo 52°S, pero le concede razón en lo general porque Chile hizo notar, que el principio atlántico no pudo existir formalmente, porque ni siquiera se menciona algún meridiano del Cabo de Hornos, ni siquiera en las negociaciones previas (Contramemoria chilena, parágrafo 45(f), pág. 57).

### No fue intención ni está en el espíritu de los tratados
Este tema llevó a la corte a exhautivas indagaciones sobre la génesis del Tratado de 1881. La corte interpretó la frase del Tratado "de tal suerte que Argentina no puede pretender punto alguno hacia el Pacífico, como Chile no puede pretenderlo hacia el Atlántico" concediéndole un cierto peso en el sentido que le daba la delegación argentina, pero decidiendo que :"Hay alguna fuerza en este punto de vista. Sin embargo la Corte se siente incapaz de dar un objetivo tan amplio y general a una frase que está tan evidentemente insertada en un contexto particular y limitado, que el límite de Los Andes, como aparece completamente claro, tanto del articulado que precede a esta frase como de la oración que sigue a la inmediatamente subrayada del artículo dos la que está igualmente relacionada con el límite de Los Andes ..."
El verdadero espíritu del Tratado, concuerda Mengucci con la corte, fue la transacción Patagonia-Magallanes y no Argentina en el Atlántico, Chile en el Pacífico.: 131 

### No es una norma consuetudinaria

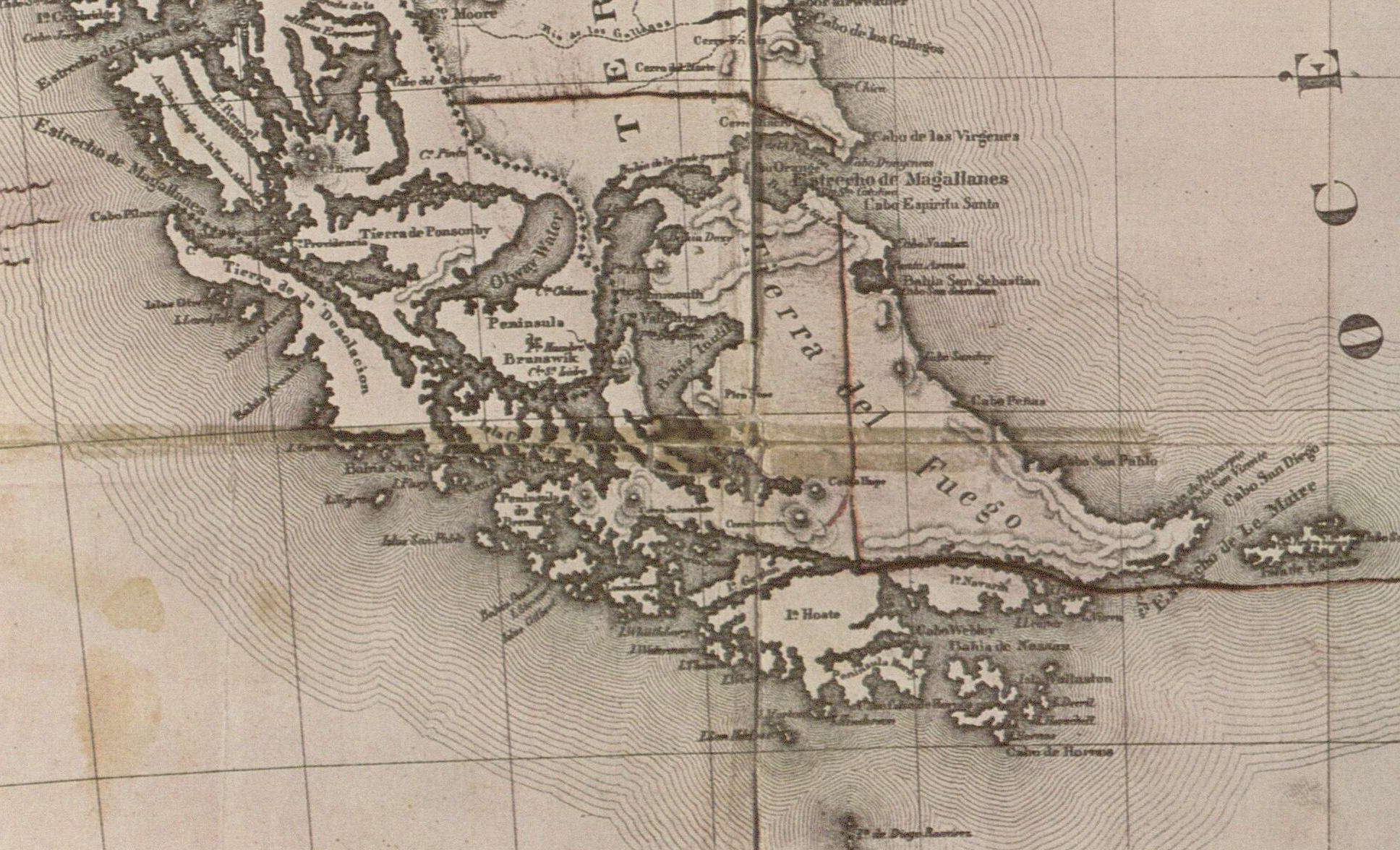
Sección de un mapa de Argentina elaborado en 1875 por Arturo Seelstrang. El límite internacional deja Punta Arenas en territorio chileno para luego volver hacia el norte por el estrecho de Magallanes hasta su salida oeste: todas las islas al sur del Estrecho quedan bajo soberanía argentina, tanto en el Pacífico como en el Atlántico.

Mengucci señala que aún en el caso de que el principio fuese una costumbre proveniente del Utis Possidetis de 1810, a Chile le bastaba con declarar que había sido abolida por el Tratado de 1810 para quitarle validez.: 135 
Además de eso, Chile probó que no era una costumbre, dado que no era práctica uniforme, ni aceptada ni cumplida por ninguna de las dos partes.: 135 
En el laudo arbitral dado a conocer el 2 de mayo de 1977 el tribunal arbitral rechazó el carácter ius cogens del principio oceánico respecto del tratado de 1881, es decir que no le reconoció la condición de regla que no admite ni la exclusión ni la alteración de su contenido, de tal modo que sería nulo cualquier acto que le sea contrario. El tribunal arbitral limitó su aplicación al mismo contexto continental que le dio Chile, reconociéndolo como un dogma político argentino y rechazando que fuera una norma consuetudinaria de uso continuamente reconocido por ambos países.: 83 : 135 

### Elutis posseditis de 1810fue derogado por el Tratado de 1881
El argumento argentino de que el Utis Possidetis de 1810 aún estaría vigente y derivaría en el principio biocéanico fue rechazada por el Tribunal Arbitral. Una vez más, Mengucci cita al Tribunal Arbitral: "el régimen creado por el Tratado de 1881, cualquiera fuese, reemplazó y sustituyó todos los arreglos o entendimientos territoriales entre las Partes, junto con cualquier otro principio anterior aplicable a la adjudicación territorial en Hispanoamérica"

## Implicaciones de la política interna argentina en la gestación del principio
Luis Bravo Bravo sostiene que la presentación del principio era una maniobra psicológica destinada a repetir algo hasta lograr establecerla como si fuese una verdad.: 7 
Para José Rodríguez Elizondo, la guerra del Atlántico Sur desacralizó el "principio": "Quedó claro que, en lugar de ser guías del conductor político para la defensa, desarrollo y administración del país, se habían convertido en una coartada castrense para la mantención de la hegemonía en la conducción política del estado, con base en una hipótesis de conflicto continuo." y cita para ello la admonición del general Carlos Suárez Mason al canciller chileno Hernán Cubillos Sallato a mediados de 1978 cuando el chileno le proponía posibles vías de solución al conflicto del Beagle: "Ministro, Ud no entiende nada de nada, porque está buscando con veinte mil artilugios lograr la paz entre nosotros ... Ud no quiere entender que el Ejército argentino necesita pelear una guerra limpia.": 213 
Según José Rodríguez Elizondo, los líderes argentinos ilustrados, como Raúl Alfonsín, sospecharon desde un comienzo de la intención de control militar sobre el estado a través de la hipótesis de conflicto continuo. No podía escapárseles que la frase "Argentina en el Atlántico, Chile en el Pacífico" tenía una connotación metafísico-instrumental dado que sugería que en el origen de los tiempos alguien había dispuesto que los militares argentinos debían impedir una proyección chilena en el Atlántico, sin explicar quien, como, cuando, ni por donde se había trazado ese límite.: 214 
El autor chileno, considera que el "principio" se extendía hasta las islas en disputa con Gran Bretaña y además de emparentar ambas disputas, había creado sus propios fantasmas: el temor argentino a una coalición antagónica anglo-chilena.: 215 
El principio oceánico fue profusamente mencionado y tratado por escritores de Argentina y Chile y era frecuente su mención en la terminología oficial argentina, pero prácticamente desapareció de este último contexto luego de la firma, el 29 de noviembre de 1984, e intercambio de instrumentos de ratificación, el 2 de mayo de 1985, del Tratado de Paz y Amistad que puso fin a todas las disputas limítrofes entre ambos países en las que Argentina considera que aplica el principio oceánico. Cuando fue dado a conocer lo acordado en ese tratado el 19 de octubre de 1984, el ministro de Relaciones Exteriores de Argentina, Dante Caputo, expresó: Hemos logrado la preservación del principio bioceánico que tiene vigencia efectiva en la concepción y aplicación concreta de este Tratado.
Ambos países siguieron manteniendo sus opiniones respecto al principio oceánico, Chile negando su existencia o limitándola fuera del contexto del Conflicto del Beagle, y Argentina asegurando que el último tratado lo cumplía en esencia, pero las dificultades de ambos gobiernos para presentar esas posiciones sin irritar a la contraparte o provocar reacciones en sus opiniones públicas internas, han hecho que dejaran de mencionarlo públicamente.

## El límite Atlántico Sur-Pacífico Sur
|  |  |

La aplicación en el terreno del principio oceánico requiere necesariamente establecer las costas y los espacios oceánicos que pertenecen a uno y otro océano en el extremo sur de América. 
En la Conferencia Geográfica de Londres de 1919, en la que se creó el Bureau Hidrográfico Internacional —luego Organización Hidrográfica Internacional—, se convino que para fines cartográficos se estableciera el meridiano del cabo de Hornos como límite entre ambos océanos. La definición no pretendió establecer un límite oceánico real, solo facilitar las publicaciones cartográficas, por lo que cada país u organización podía mantener sus opiniones sobre la delimitación oceánica sin caer en contradicción con la definición cartográfica. Es así que tanto Argentina como Chile aceptaron el límite cartográfico propuesto, aunque posteriormente intentaron cambiarlo, Argentina propuso llevarlo al punto más austral de América, que es el meridiano de las islas Diego Ramírez a 68° 43' Oeste —en la conferencia de Oslo en 1938 y en la de Mónaco en 1952—, y Chile al arco de las Antillas Australes —en 1952—. En la conferencia de Londres se acordó la publicación de la 1.ª edición de Limits of ocean and seas —publicado en 1926—, que establece que el límite interoceánico es El meridiano del cabo de Hornos (67°16'O) desde Tierra del Fuego al continente antártico; una línea trazada desde el cabo Vírgenes (52°21'S, 68°21ºO) al cabo del Espíritu Santo, Tierra del Fuego, la entrada oriental al estrecho de Magallanes.
En la 2.ª edición de Limits of ocean and seas en 1937 se mantuvo la misma definición. En 1950 se redactó una edición provisoria de la 3.ª edición de Limits of ocean and seas, que fue expuesta en la IV conferencia de la Organización Hidrográfica Internacional (OHI) en 1952. El 2 de mayo de 1952 la delegación argentina hizo la siguiente reserva:

El límite oriental del Estrecho de Magallanes, Argentina acepta el cabo Vírgenes (52º 30' Sur - 68º 21' Oeste) como origen de la Patagonia, pero considera que la línea divisoria en lugar de seguir el meridiano, sea definido por el cabo Espíritu Santo (52º 39' Sur - 68º 36' Oeste) de la Tierra del Fuego.

Esta posición fue incluida en la 3.ª edición de 1953 (la actualmente vigente) de Limits of ocean and seas:

The meridian of Cape Horn (67° 16' W) from Tierra del Fuego to the Antarctic Continent; a line from Cape Virgins (52° 21' S, 68° 21' W) to Cape Espiritu Santo, Tierra del Fuego, the Eastern entrance to Magellan Strait.

Al pie aparece la aclaración que Estos límites no han sido oficialmente aceptados por Argentina y Chile. En 1960 Argentina comunicó a la OHI que aceptaba los límites de la edición de 1953, pero Chile comunicó que los rechazaba, por lo que se enmendó la aclaración poniendo Chile no está de acuerdo con estos límites. 
La delegación de Chile informó en la IV conferencia del Bureau Hidrográfico Internacional celebrada en Montecarlo, Mónaco, en 1952 su tesis sobre la delimitación natural entre los océanos Pacífico y Atlántico Sur por el arco de las Antillas Australes, presentada formalmente en 1954 a la Asociación Internacional de Oceanografía Física, reunida en la 10.ª Asamblea de la Unión Internacional de Geodesia y Geofísica, celebrada en Roma, Italia. Dicha moción quedó para que sea estudiada en la reunión de 1957 en Buenos Aires, pero la misma no se efectuó. La tesis se presentó de nuevo en Toronto, Canadá, en 1957. La tesis fue asumida oficialmente por Chile como delimitación real de los océanos, postulando que el límite en la boca oriental del estrecho de Magallanes es la línea entre la punta Dungeness en la Patagonia y el cabo Espíritu Santo en la isla Grande de Tierra del Fuego; la boca norte del estrecho de Le Maire entre el cabo San Diego en la isla Grande de Tierra del Fuego y el cabo Galeano en la isla de los Estados; y luego una línea desde la punta Leguizamo en el extremo oriental de esta última isla, hacia las Antillas Australes. 
También en la conferencia de Montecarlo de 1952 se acordó suprimir el océano Antártico y convenir que los océanos Atlántico y Pacífico eran colindantes y se prolongan hasta la Antártida. Se dispuso que las oficinas hidrográficas de Argentina y Chile, de común acuerdo, debían fijar el límite entre estos océanos.
Argentina consideró definitivamente al meridiano del cabo de Hornos como límite real, por lo que su definición del límite interoceánico era: en la boca oriental del estrecho de Magallanes la línea entre el cabo Vírgenes en la Patagonia y el cabo Espíritu Santo en la isla Grande de Tierra del Fuego; el canal Beagle es considerado por Argentina como paso interoceánico no perteneciente a ningún océano, postulando que su límite con el Atlántico comenzaba en la punta Navarro en la isla Grande de Tierra del Fuego, alcanzaba la isla Picton en la punta Ganado, para luego continuar desde el cabo María en esa isla sobre la bahía Oglander a la punta Aaron en la isla Navarino; desde la costa sur de esta isla en el punto en que la alcanza el meridiano del cabo de Hornos sigue el límite hacia el sur por la bahía Nassau cortando las islas Wollaston —y la bahía Scourfield—, Herschel y Hornos —y los pasos que las separan: el canal Franklin entre las primeras y la bahía San Francisco entre las segundas— para luego de alcanzar el cabo de Hornos seguir hacia el sur por el pasaje de Drake.
Desde la firma del Tratado de Paz y Amistad entre Argentina y Chile en 1984, ambos países reconocen que el límite entre el estrecho de Magallanes y el océano Atlántico es una línea recta entre punta Dungeness y el cabo del Espíritu Santo. En 2001 la OHI adhirió a esta opinión. Sin embargo esta nueva definición no han sido aún ratificada por la organización (pues una reserva ha sido presentada por Australia)